# 印花税
印花稅（英語：Stamp duty），是稅的一種，是对契約、凭证、书据、账簿及权利许可证等文件征收的税种。纳税人透过在文件上加贴印花税票，或者盖章来履行纳税义务。

## 各地情況

### 臺灣
印花稅屬憑證稅，而憑證之種類繁多，並非各種憑證均需貼用印花稅票，故稅法採列舉式規定，僅規定應稅之憑證始應繳納印花稅。而繳納方式亦非僅貼用印花稅票一途，亦可使用繳款書逐件繳納或彙總繳納，屬於地方稅由各縣市政府徵收。

#### 稅率
依照《印花稅法》第7條：
- 銀錢收據：4‰（千分之四）
- 承攬契據：1‰（千分之一）
- 典賣、讓受及分割不動產契據：1‰（千分之一）
- 買賣動產契據：每件稅額四銀圓[2]，合新臺幣12元[3]

### 中國大陸
目前，中国大陆的印花税征收，是依据於2022年经全国人民代表大会常务委员会颁布施行的《中华人民共和国印花税法》。征税范围包括十三大类，并根据相应内容分为税率和定额征收两种。其中，施行税率征收的，自万分之零点五起至千分之一不等。定额则按件收取，每件人民币五元。由书立人双方自行黏贴。印花税目前为地方税，由各地的地方税务局负责征收。

#### 定义
以经济活动中签立的各种合同、产权转移书据、营业帐簿、权利许可证照等应税凭证文件为对象所课征的税。印花税由纳税人按规定应税的比例和定额自行购买并粘贴印花税票，即完成纳税义务。
证券交易印花税：是从普通印花税中发展而来的，属于行为税，即每一笔股票交易成交時皆徵收；亦屬雙向稅，即對买卖双方同时计征。基金和债券交易不征收印花税。
1990年，证券交易印花税在深圳开征，稅率為6‰。1991年10月10日，深圳将印花税税率调整到3‰，上海也开始对股票买卖实行双向征收，税率为3‰。1997年5月12日，证券交易印花税税率从3‰提高到5‰。1998年6月12日，证券交易印花税税率从5‰下调至4‰。1999年6月1日，B股交易印花税税率降低为3‰。2001年11月16日，A、B股交易印花税税率统一降至2‰。2005年1月23日，证券交易印花税税率由2‰下调为1‰。2007年5月30日，证券交易印花税税率由1‰调整为3‰。上调印花税的消息在5月29日深夜发布，5月30日，沪指暴跌6.5%。2008年4月24日，证券交易印花税税率由3‰调整为1‰。2008年9月19日，证券交易印花税由双边征收改为单边征收，由卖方按1‰的税率缴纳股票交易印花税。2023年8月28日起，证券交易印花税实施减半征收。

### 香港
在香港，不動產轉讓、不動產出租及股票買賣需繳納印花稅。印花稅條例規定一些文件必須向香港稅務局交付印花稅，否則文件在香港不具法律效力，例如在法律訴訟時，法庭不會受理。 而且遲交印花稅款必需事前經批准，否則將被重罰。

#### 需繳交印花稅的文件
1. 座落香港的不動產
  - 可予徵收從價印花稅、額外印花稅及/或買家印花稅的售賣轉易契
  - 可予徵收從價印花稅、額外印花稅及/或買家印花稅的買賣協議
  - 租約
2. 香港證券成交單據及轉讓書
3. 香港不記名文書證券
4. 以上文件複本及對應本

### 澳洲
澳大利亚联邦政府不征收印花税。但澳大利亚各州对各类文书（即书面文件）和相关交易征收印花税。各州采用不同的印花税率，文件和交易类型不同，税率也会有所差别。如今，有些地区征收不再需要实际的书面文件来征收印花税，现多称为“交易税”。
印花税主要形式包括对土地、营业、股份和其他可征税财产的转让所征的流转税，抵押税，租赁税，出租税。初次购房者可以享受流转税与抵押税的折扣或免除。
2005年4月20日，若干州或领土的财政主管宣布，他们要在近五年内逐步取消部分印花税。但对于土地所有权转让所征流转税仍将保留。

### 美國
以前美国联邦政府对交易文档征收印花税，但现在只有州政府征收这类税，特别是在房地产买卖或转让时。

## 影响及评价

### 英国
英国历史上的印花税，曾被讥讽为知识税。由于种类繁多，对出版界带来巨大的负担，另一方面，政府通过此举，并辅之以津贴制度，一定程度上达到控制报业的作用。从1712年开征后到19世纪中叶逐渐废除（1853年广告税废除，1855年印花税废除，1861年纸张税被废除），历时将近1个世纪中，英国报业一直裹足不前。
英國1765年對北美殖民地開徵印花稅，成為美國獨立戰爭的導火線之一。